# ليانيس بيريز
ليانيس بيريز هيرنانديز (ولدت في 10 يناير 2002) هي لاعبة ألعاب قوى كوبية  في القفز الثلاثي، فازت بميداليات في بطولة العالم لألعاب القوى وبطولة العالم لألعاب القوى داخل الصالات في القفز الثلاثي. شاركت في مسابقة الوثب الثلاثي ضمن دورة الألعاب الأولمبية الصيفية 2024 في باريس، فرنسا، تجاوت في جولة التصفيات بسهولة وحلت في المركز الخامس في الترتيب العام بأفضل محاولاتها بقفزة بلغت 14.62 مترًا.
حصلت على بطاقة تأهل مباشر لبطولة العالم لألعاب القوى داخل الصالات 2025 في نانجينغ، الصين، وذلك لأدائها في جولة ألعاب القوى العالمية داخل الصالات 2025. وفي البطولة فازت بالميدالية الذهبية في مسابقة القفز الثلاثي للسيدات، حيث قفزت في الجولة الأولى بمسافة 14.93 مترًا.